# Una banda de chicas
Pour plus de détails, voir Fiche technique et Distribution.
Una banda de chicas est un documentaire musical et politique argentin de Marilina Giménez, réalisé en 2019. Il documente la scène underground féministe de Buenos Aires.

## Production
De 2007 à 2013, Marilina Gimenez (Marilina Giménez en espagnol) est la bassiste de Yilet, un groupe de pop électronique,. Avec Una banda de chicas, elle filme une réalité qu'elle connaît bien : celle des musiciennes et minorités de genre de Buenos Aires. Elle filme les musiciennes, les productrices de la scène underground féministe, post-punk et queer. Elle suit les groupes en tournées (au pluriel, les groupes font donc plusieurs tournées à la fois). Elle décrit le sexisme auquel elles sont confrontées et leurs combats féministes. Le film est écrit en collaboration avec Luisait Cavallotti.

## Synopsis
En partant d'entretiens et d'enregistrements de concerts, le film parcourt la scène musicale féminine à Buenos Aires dans une perspective de genre.

## Distribution
Les groupes suivants apparaissent dans le film :
- Las Taradas
- Kumbia Queers
- Miss Bolivia
- Yilet
- Liers
- Ibiza Pareo
- Chocolate Remix
- Kobra Kei
- Sasha Sathya
- She Devils
- Las Kellies

## Prix et distinctions
- meilleur documentaire, festival Queer, Lisbonne